# Oenomys
Oenomys — рід африканських гризунів. Вони зустрічаються від Сьєрра-Леоне на схід до Ефіопії та аж до півдня та півночі Анголи. Ніс червонуватий, або принаймні щоки, що свідчить як про англійську, так і про наукову назву (oeno- означає «винного кольору», а -mys означає мишоподібну тварину).
Рід Oenomys:
- Oenomys hypoxanthus
- Oenomys ornatus
- †Oenomys tiercelini

## Опис
Тварини досягають довжини тіла від 11 до 22 сантиметрів. Також є хвіст довжиною від 14 до 21 сантиметра. Вага — від 50 до 120 грамів, верхня частина — червоно-коричнева, а низ — від білуватого до світло-коричневого. Однойменна риса — червонуваті щоки або ніс. Хвіст практично безшерстий і лускатий. Вуха великі й округлі.

## Проживання й екологія
Місцем їхнього проживання є ліси з густим підліском. Вони вміють добре лазити і проводити час на деревах. Вони можуть бути активними як вдень, так і вночі, а на сон ховаються в саморобних гніздах з трави і листя. Ймовірно, вони живуть переважно самотнім життям. Раціон цих тварин складається з зелених частин рослин, а також комах.